# SAMU

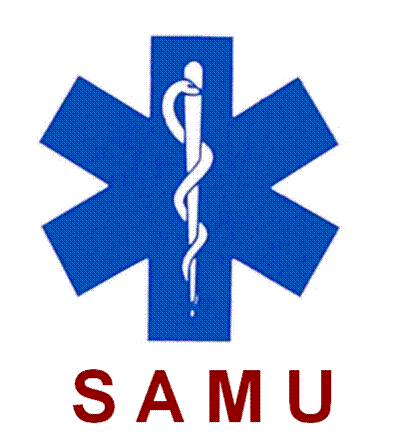
Logo internacional de los SAMU

SAMU (acrónimo por el que se conoce al Servicio de Atención Médica de Urgencia) es un servicio dependiente de Sanidad Pública para la medicina de emergencia. Algunas veces, SAMU es mal usado como Sistema de Atención Médica de Urgencias Médicas, que mejor debería ser llamado con el acrónimo español SIUM (Sistema Integrado de Urgencias), incluyendo todo el sistema de atención médica desde el Samu hasta los Servicios de Urgencias Hospitalarios de todas las especialidades, e incluyendo las Urgencias atención Primaria y las de los Servicios de Ambulancias.
SAMU es el término exclusivo, reservado y protegido internacionalmente para llamar este Centro de Regulación Médica de las Urgencias. Suele ser seguido este acrónimo por su número de teléfono. Todas las UTIM y ambulancias de su área de competencia llevan su signo distintivo al lado de la estrella de vida centrado por el caduceo del médico.
El Médico Regulador es el responsable, por turnos, que lo dirige. Recibe las llamadas a través de un número específico exclusivamente médico (061 en algunos lugares de España, 131 en Chile, etc.) y a través de los números de alerta generales (112 en Europa) o de los otros Servicios de Rescate. La tarea del Médico Regulador de este tarea es "Regular" las emergencias médico-sanitarias Regulación Medicosanitaria de las Urgencias. La Demanda de Atención Médica Urgente y decidir de la respuesta de los recursos sanitarios disponibles que deben implicarse de su Región según la Necesidad de Atención Médica Urgente que objectiva. Esta Regulación Médica es la función principal de los SAMU y la tarea del Médico Regulador con su equipo constituido de Personales Asistentes de Regulación (PARM). Los recursos entre que tiene que escoger son:
- Una Unidad de Terapia Intensiva Móvil UTIM (Terrestre o Aérea) basada en un SMUR (Servicio Móvil de Urgencia y Reanimación).
- Una Ambulancia de Rescate o de Transporte Sanitario.
- Un Médico General o Personal de Atención Primaria
- Un Consejo o Prescripción Médica.

El Médico Regulador es el que tiene que hablar directamente con los Médicos o Enfermeros implicados en la demanda u oferta de Servicios. Es el que decide del destino de los pacientes tomados en carga particularmente de las UTIM poniéndose de acuerdo con todos los médicos implicados en esta cadena o red.

## Por país

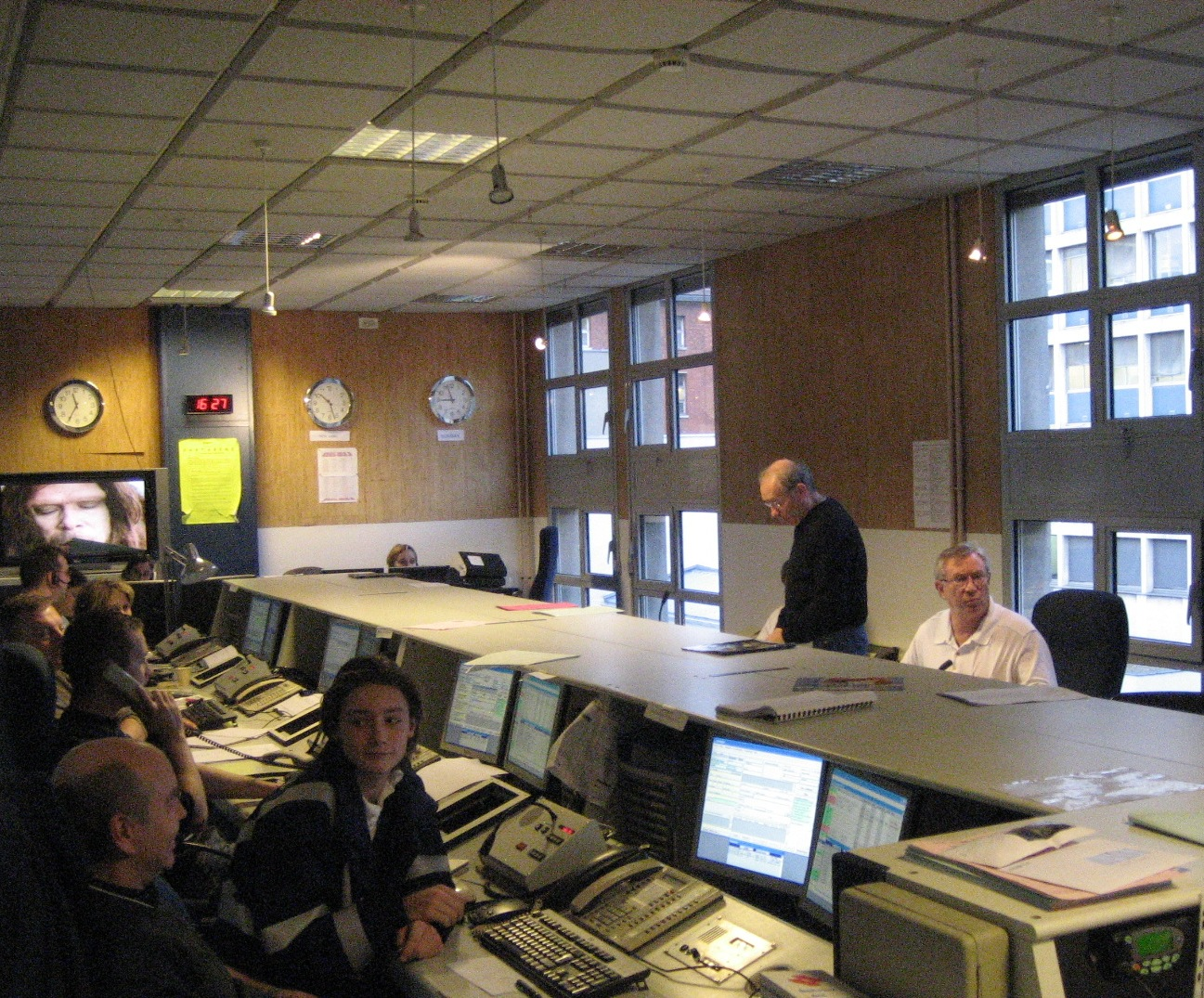
SAMU 15 de París Sala de Regulación

### Andorra
SAMU 116 de Andorra, localmente llamado el Servei Urgent Mèdic (SUM), es trilingüe (catalán, español, francés) está situado en el Hospital Nostra Senyora de Meritxell. Está en conexión con los Samu franceses y españoles fronterizos.

### Argentina
En Buenos Aires, SAMU, es localmente conocido como Sistema de Atención Médica de Emergencia (SAME) 107 es el más antiguo SAMU americanos. Publicó un Manual de Regulación Médica para sus profesionales y tiene una legislación precisa modelo para los países hispanófonos.
El Sistema Integrado de Emergencia Sanitaria (SIES) es un servicio prestado por la Municipalidad de Rosario, la tercera ciudad en importancia del país, y la provincia de Santa Fe que brinda cobertura asistencial prehospitalaria a las emergencias y urgencias médicas dentro de los límites de esta ciudad. Este servicio asiste anualmente a unas 38.000 personas, entre colisiones en vía pública, lesiones por hechos de violencia urbana, enfermedades, gestión de camas para internación y traslados de diferente nivel de complejidad.

### Chile

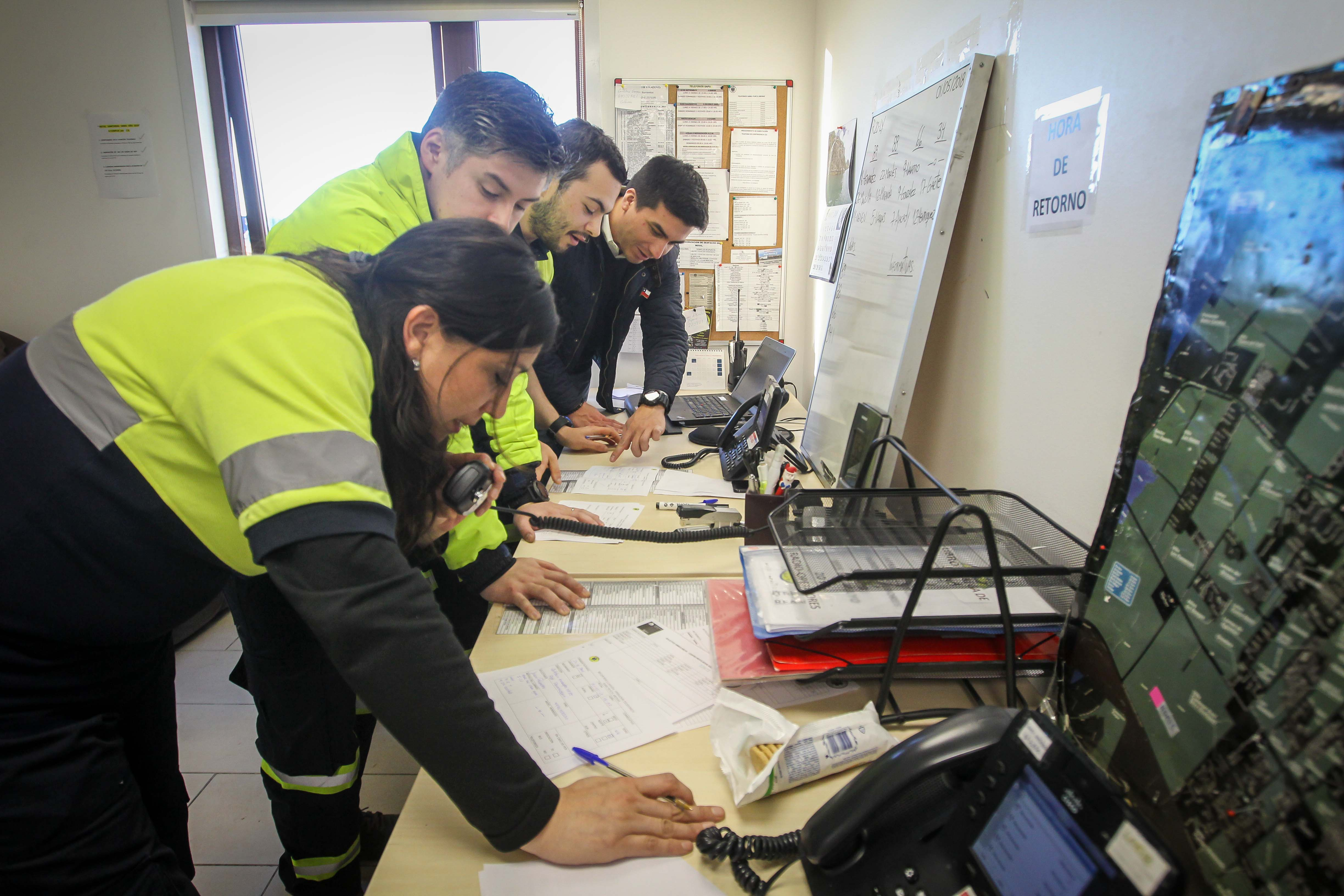
Personal del SAMU de la Región de Magallanes (2018).

El Servicio de Atención Médica de Urgencia en Chile es una red de ambulancias perteneciente al ministerio de salud del Gobierno de Chile, que tiene base en Hospitales y bases de la institución. El número de emergencia es 131. Se separan en sedes por cada una de las regiones de este mismo. Fueron definidos en la  norma técnica general N°17 del 2 de marzo de 2005, publicada bajo el amparo de la resolución exenta N° 338 emitida por el Ministerio de Salud, firmada por el entonces Ministro de Salud, Sr. Pedro García Aspillaga. 
Las bases del funcionamiento del SAMU son: 
1. El modelo de atención fuera del hospital, es la atención prehospitalaria, denominada Urgencia 131 (Samu), donde la variable tiempo, en el sentido de la oportunidad, es crítico
2. Se debe asegurar la disponibilidad de esta atención, contando con personal capacitado para el manejo de la atención de urgencia prehospitalaria estableciendo los mecanismos de coordinación intersectorial necesarios para asegurar el funcionamiento del sistema. Para ello es necesario poner a disposición  del sistema una red de comunicaciones que asegure cobertura y operatividad  en forma permanente y además, disponer de medios de transporte adecuados, tanto para la atención de pacientes en la vía pública como para el traslado de pacientes críticos entre establecimientos asistenciales.
3. La Regulación debe estar dotada de los recursos humanos y tecnológicos necesarios y suficientes para poder dar una atención oportuna y de calidad y con respaldo de información verificable.
4. Cada Servicio de Salud determinará la estructura que para su funcionamiento tendrá este sistema de atención, sin embargo al hacerlo deberá velar porque esté inserto en la organización de la Red Asistencial y porque tenga la adecuada cobertura en el territorio de su jurisdicción.
5. El diseño de este sistema puede considerar, en los casos en que la situación geográfica lo haga posible, la coordinación y complementación de dos o más Servicios de Salud para la atención de sus territorios o de las partes de éstos que puedan ser abarcadas conjuntamente, como una manera de obtener el uso más efectivo de los recursos disponibles y la más pronta y eficiente respuesta a la demanda.
6. El tipo de atención de salud que brindan los equipos de intervención prehospitalaria se realiza en turnos rotativos, con cobertura las 24 horas del día, en horario hábil e inhábil y actuando directamente con los pacientes.
7. La regulación es la acción que consiste en la recepción de la llamada, el análisis de la demanda, la decisión de la asignación de recursos para la intervención en relación a la disponibilidad de medios, apoyo médico a los equipos de intervención, decisión de destinación y preparación a la recepción en la Unidad de Emergencia.  Si bien, lo ideal es contar con al menos un médico capacitado en el área de urgencias, emergencias, desastres y cuidados intensivos, debido a la escasez de este profesional, sobre todo en regiones, la función es reemplazada por otro profesional de la salud contando con un marco regulatorio basado en protocolos, normas y decretos que tienen la suficiente evidencia científica y el respaldo médico correspondiente para velar por entregar los cuidados necesarios a la población requiriente y solicitante. El ejercicio de la función de regulación incluye la determinación de la salida o no del móvil, el tipo de móvil en caso de enviarlo, el desarrollo y apoyo a la intervención del personal en terreno y la coordinación del conjunto de interventores hasta que el paciente es admitido en el servicio asistencial más adecuado, en caso de que ello sea necesario.
8. El Centro es la instancia que recibe, analiza y orienta la resolución de las llamadas de solicitud de atención de urgencia a través del despacho de móviles o del consejo telefónico, de acuerdo a la complejidad de los pacientes, además de dar el soporte técnico a los equipos de intervención en terreno. Deberá disponer de protocolos actualizados y difundidos para el quehacer de los diferentes estamentos (operadora radial, profesional regulador, despachador, médico regulador).
9. El número de vehículos de emergencia, deben ser los suficientes para entregar una atención oportuna, equitativa, segura y de calidad, con el equipamiento e insumos necesarios para entregar los diferentes tipos de atención, de acuerdo al estado del arte de la Medicina.
10. El sistema debe estar centrado en el paciente. La unidad funcional son las ambulancias, siendo las células de intervención que brindan los cuidados y atenciones necesarias para preservar la vida del usuario. Dependiendo del grado de complejidad de la ambulancia es el número de integrantes, siendo los conductores el motor de la unidad y el paramédico junto con el profesional de la salud son los ejecutores de los cuidados sanitarios, amparados por el apoyo logístico que debe otorgar el conductor cuando ha cesado su función de llevar el cuidado sanitario al lugar del requirente. La atención debe ser basarse en protocolos construidos en base a la evidencia científica disponible actualizada que deben ser conocidos a cabalidad por el ente regulador para brindar el apoyo necesario desde la arista médica en lo posible.
11. El personal que compone el sistema deberá estar altamente capacitado en urgencias, emergencias, desastres y cuidados intensivos, desde todas las aristas que componen la atención sanitaria: cuidados de enfermería, cuidados kinésico con la respectiva supervisión y aporte a la terapia respiratoria, cuidados provenientes de la obstetricia y los atingentes desde la puericultura, cuidados provenientes de las técnicas en nivel superior de enfermería y la logística orientada hacia los cuidados críticos que deben poseer los conductores, aparte de los conocimientos básicos y avanzados transversales en reanimación que deben poseer todos los intervinientes.
12. El Reanimador o Reanimadora podrá ser un Enfermeras (os), Kinesiólogas (os) y/o Matronas (es), con su debida formación y practica clínica previa en recintos asistenciales que brinden cuidados intensivos, que le permitan obtener la experiencia y conocimiento necesario para hacerse cargo de pacientes críticos en ambientes prehospitalarios.
13. El sistema deberá ir acompañado de un sistema logístico y administrativo orientado a brindar el sustento legal, administrativo y regulatorio según las normas, decretos y leyes de la nación para optimizar la asignación de recursos, el óptimo funcionamiento de las unidades funcionales pertenecientes a la flota de vehículos, el resguardo y el aporte de un lugar digno para velar por la integridad de las personas que conforman la unidad funcional para que estén en condiciones de enfrentar una situación crítica en cualquier momento y para proteger al sistema frente a otras instituciones para ejecutar la labor de preservación de la vida en forma oportuna junto con interconectar el sistema sanitario según la administración regional.

Unidad funcional del sistema
Ambulancia M 1 o básica: Móvil destinado al transporte de pacientes que no tienen compromiso vital, con escasa o nula potencialidad de agravación. El equipamiento de esta ambulancia, por lo tanto, no necesita ser complejo y el requerimiento está dado por lo necesario para asegurar la posición del paciente y algún elemento de ayuda básica. Dentro de éstos se contemplan elementos de inmovilización y extricación y de manejo no invasivo de la vía aérea.  Su tripulación considera dos personas; un conductor y un técnico paramédico, ambos debidamente capacitados en atención prehospitalaria.  
Ambulancia avanzada (M 2 o M3): Ambulancias destinadas al transporte de pacientes con compromiso vital, que pueden o no estar inestables. El equipamiento de este móvil incluye, además de los especificados en la ambulancia básica, elementos necesarios para apoyar un procedimiento de reanimación cardiopulmonar avanzada, elementos de manejo avanzado de la vía aérea, acceso vascular, soporte farmacológico, monitorización y / o desfibrilación. Su tripulación considera a tres personas que pueden estar conformadas de alguna de las siguientes maneras: 1. Un conductor, un técnico paramédico y un profesional reanimador. 2. Un conductor, y dos profesionales reanimadores 3. Un conductor, un técnico paramédico y un médico.

#### Historia
Desde finales del siglo XIX existieron las primeras manifestaciones de asistencia médica fuera de un establecimiento hospitalario; para los casos específicos de víctimas de accidentes y agresiones que llegaban a las comisarías de la policía de la época se los atendía mediante un practicante de medicina presente en el cuartel policial. Posteriormente en 1911 el doctor Alejandro del Río desarrolla el transporte de pacientes en ambulancias, originalmente a tracción animal, y posteriormente motorizadas. La modernización del SAMU chileno se inicia en 1976 con la centralización de las ambulancias de centros de salud públicos de Santiago de Chile en el Servicio de Urgencia de Ambulancias, o SUA,  la aparición de los servicios privados de ambulancias, y la estandarización, en la década de 1990, del servicio de ambulancias públicas al formato francés de SAMU otorgada por capacitaciones de médicos del Hospital de la Pitié-Salpêtrière y el SAMU de París a médicos chilenos; la primera unidad bajo este formato en Chile fue en 1994 en el Hospital Dr. Gustavo Fricke de Viña del Mar. Esta sede es la más antigua de Chile, inaugurada el 19 de enero de 1994.

#### Día Nacional
El “Día Nacional Del Funcionario Del Samu” se celebra cada 8 de septiembre en recuerdo de dos profesionales angolinos fallecidos en un accidente de tránsito. Esta conmemoración se instauró bajo resolución exenta Nº 860, del 10 de noviembre de 2011 de la Subsecretaría de Redes Asistenciales del Ministerio de Salud, respondiendo a una petición realizada por la dirección del Servicio de Salud Araucanía Norte, debido al trágico fallecimiento de dos funcionarios que en el cumplimiento de su deber. Ellos perdieron la vida el 8 de septiembre de 2009, en el kilómetro 625 de la ruta cinco sur, a metros del peaje de Púa, al sufrir un accidente carretero cuando volvían a su base en Angol en una ambulancia, después de haber trasladado al Hospital Regional de Temuco a un paciente con un accidente cerebrovascular

### Colombia
Los SAMU 123 de Colombia son llamados localmente CRUE Centros de Regulación de Urgencias y Emergencias de la Salud organizó una red nacional de estos CRUE que presenta una Protección Civil Sanitaria Nacional. Los CRUE programados están en los Departamentos: Cundinamarca, Antioquia, Atlántico, Bolívar, Córdoba, Cesar, Norte de Santander, Quindío, Risaralda, Tolima, Santander, Valle del Cauca y el Distrito Capital de Bogotá. Colombia tiene una gran experiencia de la Atención a la Urgencia prehospitalaria en condiciones difíciles
El Sistema para la atención de emergencias y desastres está encabezado por los entes Territoriales (Gobernaciones departamentales) a manos de las secretarias de Salud de los mismos, sus planes y programas son ejecutados por las secretarias municipales de salud.
Los servicios sanitarios de emergencia Colombianos se caracterizan por ser una integración del modelo SAMU franco-español y el EMS anglosajón conformado por una Central de Mando y Radio operaciones (CRUE), Centros de Atención Sanitaria como hospitales, clínicas, centros y puestos de salud tanto de la red pública estatal, como de la red privada, y unidades móviles tipo ambulancia que generalmente se clasifican en dos tipos:
TAB (Transporte Asistencial Básico):  Son tripuladas generalmente por dos o tres personas, en las que se identifica 1 conductor con entrenamiento en primeros auxilios y un auxiliar de enfermería. En las principales ciudades los tripulantes de una Ambulancia TAB son auxiliares de Enfermería o Tecnólogos en Atención Prehospitalaria. Están destinadas a realizar la atención y estabilización de paciente in situ con posterior traslado a un centro hospitalario adecuado y realizar los traslados asistenciales entre centros hospitalarios.
TAM (Transporte Asistencial Medicalizado): Son tripuladas por 1 Conductor, 1 Auxiliar y 1 Médico especialista en Atención Prehospitalaria. En las principales ciudades tanto el conductor como el auxiliar son Tecnólogos en Atención Prehospitalaria. Están destinadas a realizar traslados asistenciales entre centros hospitalarios de alta complejidad o de pacientes críticos (Ej: entre Unidades de Cuidado Intensivo o UCI). A su vez estas móviles son dotadas de equipos específicos para cumplir la función de TAMN (Traslado Asistencial Medicalizado Neonatal) que brindan soporte médico avanzado a los pacientes neonatos que deben ser trasladados a una Unidad de Cuidado Crítico Neonatal.
Además, los equipos de Rescate, Emergencias y Desastres poseen Unidades Móviles de aproximación o primera respuesta, Tripuladas por Rescatistas, Bomberos o Tecnólogos en Atención Prehospitalaria. Están destinadas a evaluar la escena del desastre, establecer el primer contacto con la víctima, estabilizarla y evaluar las necesidades del evento.
- SAMU 123 del Distrito Bogotá:[11][12] Es una dirección misional de la Secretaría Distrital de Salud encargada de coordinar la atención y resolución de las urgencias médicas, las emergencias y los desastres del Distrito Capital a través del Sistema de Emergencias Médicas. Tiene como Misión garantizar la atención oportuna y eficiente a la población en situaciones de urgencias, emergencias y desastres, mediante la coordinación y asesoría a los diferentes actores del Sistema de Emergencias Médicas, generando políticas y apoyando decididamente la promoción, la prevención, la investigación, educación y desarrollo del talento humano para optimizar la prestación del servicio.[13][14]

- SAMU Valle Cauca - Cali (CRUE Valle de Cauca).[15]

- SAMU 123 del Norte CRUE del Norte Santander Cúcuta[16]

- SAMU 123 de Tolima

- SAMU 123 de Bolívar Cartagena de las Indias

La sede del CRU está siendo terminada en la sede del Dadis (Departamento Administrativo Distrital de Salud), en Casa Fátima, Getsemaní. Desde allí, ante una emergencia, se coordinarán los recursos: ambulancias, camas disponibles, hospitales, etc.

### España

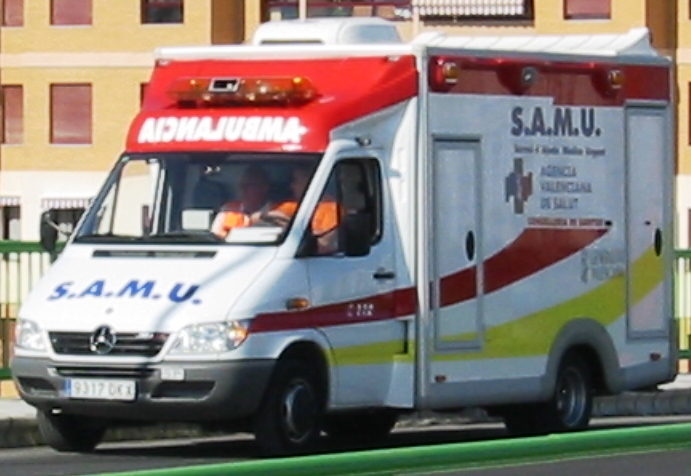
UTIM del SAMU 112 de Valencia (España) uno de los más antiguos de España.

En España el Samu no se basa en normas nacionales del Ministerio de la Salud, como lo había iniciado en el pasado el Gobierno, con los CICUM (Centros de Información y Coordinación de las Urgencias Médicas) porque la Salud está hoy descentralizada por comunidades autónomas. Existe una red de Samu 061 o Samu 112. En la mayoría de regiones españolas no se utiliza la denominación SAMU, sino que se suele llamar al Samu por su número de alerta médica específica en cada comunidad autónoma SAMU 061 y en Ceuta y Melilla pero división puede, en algunos casos, ocasionar una cierta vulnerabilidad en caso de catástrofe sanitaria que rebase los límites de las Autonomías por problemas de coordinación entre diferentes administraciones. Los Samu españoles regulan las UTIM o Ambulancias de Soporte Vital avanzada en todo el país. La Regulación y el Médico regulador son, en ocasiones, llamados Coordinación o Médico Coordinador lo que es un término genérico muy aceptable cuando como en Andalucía o Galicia existe un Sistema Integrado de Urgencias Médicas y que este médico tiene delegación formalizada de Autoridad de la Autoridad Sanitaria.
En España el Servicio de Emergencias Médicas, que es la denominación que habitualmente se usa en este país para referirse al organismo que se ocupa de las emergencias prehospitalarias, y que utiliza un modelo de regulación médica SAMU, está compuesto por:
- un CCU o Centro Coordinador de Urgencias (CICUM), con telefonistas, locutores/gestores de recursos, médicos reguladores, enfermeros.
- Recursos gestionados:

1. Ambulancias de Soporte Vital Avanzado (SVA o UCI Móvil). Con, al menos, conductor-técnico, médico y enfermero.
2. Ambulancias de Soporte Vital Básico (SVB). Con al menos conductor-técnico y técnico de emergencias.
3. Helicópteros Sanitarios. Con piloto, médico y enfermero.
4. Otros: VIR (Vehículos de intervención rápida), Ambulancias de Soporte Vital Intermedio (con conductor-técnico y enfermero), SUAP (Servicios de Urgencia de Atención Primaria: médicos o enfermeros a domicilio para atender urgencias que no requieren ambulancia), ambulancias convencionales no asistenciales (con solo conductor o con conductor y ayudante)

La gestión de estos SEM/SAMU es pública, dependiente de los Servicios Públicos de Salud de cada región (comunidad autónoma), generalmente bajo la forma de una gerencia pública del servicio o mediante la forma de empresa pública o fundación pública. El personal médico y enfermero habitualmente es empleado público de ese servicio. En el caso del resto del personal (telefonistas, gestores, conductores y técnicos) en algunas comunidades son también empleados públicos y en otras están subcontratados a una empresa privada. Los vehículos también pueden ser propios del servicio o estar subcontratados a una empresa privada de ambulancias. Lo habitual es que conductores y técnicos, así como el vehículo los disponga una empresa de ambulancias con un contrato público para la administración, mientras que la regulación de esos vehículos y el personal médico y enfermero de esas unidades pertenecen directamente al servicio SAMU público.
El teléfono de acceso en la mayoría de comunidades era el 061. Sin embargo la creación de centros 112 de coordinación multisectorial para todo tipo de emergencias (médicas, policiales, incendios) ha hecho que muchos CCU 061 (CICUM) se hayan integrado físicamente dentro del centro 112, y para simplificar el número de acceso a la población se haya adoptado el número 112 para referirse al propio CCU y al resto de los componentes del sistema integrado de urgencias médicas. Sin embargo el centro 112 no solo integra al SAMU 112, también a bomberos y en muchos casos a policía. Diversos organismos se integran en un mismo centro de coordinación pero dependen de diferentes administraciones.
Hay 17 SAMU, uno por cada Comunidad Autónoma, más otros dos de las ciudades autónomas de Ceuta y Melilla (en el norte de África):
- Samu 061 de Ceuta (África del Norte)
- Samu 061 de la Comunidad Andaluza Los SAMU 061 Andaluces,[20] llamados localmente Centros Coordinadores, son efectivamente verdaderos SAMU Reguladores de un verdadero Sistema Integrado de Urgencias (SIUM) dependiendo de la Secretaría a la Salud. Es una de las redes SIUM/SAMU 061 más avanzados de España con el de Galicia (EPES 061)[21] que puso además del SAMU 061 un Servicio telefónico Salud Responde Salud Responde muy complementario[22] y parecido al chileno.

- Samu 061 de la Comunidad de Aragón. Llamado localmente 061 Aragón[23]
- Samu 061 de la Comunidad Asturiana Servicio de Asistencia Médica Urgente de Asturias.[24][25]
- Samu 061 de la Comunidad Balear[26]
- Samu 061 de la Comunidad Cantabria[27]
- Samu 061 de la Comunidad de Castilla La Mancha[28]
- Samu 061/112 de la Comunidad de Castilla y León, único para toda la Comunidad. Recursos móviles 23 Unidades Móviles de Emergencias (UMEs)4 Helicópteros Sanitarios (HS)109 Unidades de Soporte Vital Básico (USVB)8 Ambulancias Convencionales de Urgencia (ACU)3 Vehículos de Apoyo Logístico[29]
- SEM 061 de la Comunidad de Cataluña  Sistema de Emergencias Médicas (Cataluña)[28]
- Samu 061 de Comunidad Gallega Depende del SERGAS[30] Este Samu 061 tiene una escuela de capacitación para los Samu[31]
- Samu 112 de la Comunidad de Madrid. Comprende dos organismos: el organismo municipal SAMUR Servicio de Asistencia Municipal de Urgencia y Rescate (Madrid) y el SUMMA 112 (antiguo 061) organismo similar para toda la Comunidad Autónoma[32]
- SAMU 061 de la Comunidad Murciana La Gerencia de Emergencias del 061 de Murcia, dependiente del Servicio Murciano de Salud (SMS), fue creada en el año 1998. En una primera fase se establecieron tres bases: Murcia, Lorca y Cartagena. Desde sus inicios ha realizado un importante esfuerzo para prestar servicio a toda la Región, contando en la actualidad con trece bases coordinadas desde el Centro Coordinador de Urgencias (CCU) sito en las instalaciones del servicio 1-1-2 de la Región de Murcia.[33][34]
- SAMU 112 de la Comunidad Foral de Navarra[28]
- Samu 112 de Comunidad de La Rioja[35]
- Samu 112 de Comunidad Valenciana Fundado en los años 80 por el Dr. Chulia Campos
- Samu de Comunidad Autónoma Vasca[28]
- Samu 061 de Melilla
- Servicio de Urgencias Canario

Existe en España una suerte de Samu del Mar parecido al portugués o francés, en el Ministerio de la Marina para la Tele Atención Médica Urgente de los barcos en alta mar. También tiene un buque hospital, el Esperanza del Mar, para los barcos en el Atlántico.
"SAMU Sociedad Anónima" situada en Sevilla no es un SAMU Servicio Público descrito como en este artículo, sino una Compañía de Asistencia Privada que colabora con los Samu y Autoridades Sanitarias y Militares de varios países en la Capacitación de Personal y prestación de Servicios complementarios privados al Servicio Público de Atención Médica Urgente y de Catástrofes. Esta entidad, pese a ser privada, es la decana en España de la medicina prehospitalaria con la implantación de la primera UVI Móvil en España desde 1981.

### México
- La red de SAMU de México acaba de ser oficializado con las mismas características que los SAMU de Europa, de Chile, Argentina, Colombia, Perú y Brasil. El SAMU más avanzado de América del Norte es hoy el de Guadalajara gracias al apoyo del gobierno local. El SAMU comprende en todos esos países un centro médico con un médico regulador permanente que gestiona los flujos de demandas de atención en toda su región para facilitar el acceso a todos los recursos hospitalarios dependiendo de la Secretaría de Salud y los transportadores sanitarios.

- SAMU de Jalisco en Guadalajara fue el primer Médico Regulador instalado en el centro de alerta común con Policía y Protección Civil (CEINCO) del Estado de Jalisco. Hoy depende del Secretariado de Salud y es responsable de la regulación, operación y evaluación del Sistema Integrado de Urgencias Médicas y la futura red de los SAMU de Jalisco. De este Estado para los pacientes que requieren servicios médicos o sanitarios de urgencia, históricamente somos el fruto de la cooperación Franco Mexicana en 1997 gracias a su médico jefe actual Yanic NORDIN que volvía de su especialización en el SAMU de París en los años 1970. En 1999 se instala el centro regulador de urgencias médicas dentro del CEINCO 066 ya que el gobierno federal no atribuyó un número nacional para la atención médica urgente. Firma del Convenio SAMU. Labora 24 horas al día, los 365 días del año.   Un Coordinador 9 Médicos reguladores 8 Técnicos auxiliares en regulación médica (TARM) . Uno de los proyectos de este SAMU es de instalar un SAMU de la zona marítima pacífica en convenio con la Armada parecido a los SAMU marítimos franceses, que funcionan en los territorios franceses del Caribe, al CODU de Lisboa en Portugal. Estos SAMU asegurarían sus funciones de regulación, despacho e intervención para el beneficio de los navegantes profesionales, turísticos y pesqueros de la zona. El primer SAMU es previsto en Puerto Vallarte Serán útiles también en caso de desastre sanitario al interior del país cuando el aborde marítimo facilite la intervención y evacuaciones colectivas sanitarias. Este SAMU mostró su eficacia en la reciente epidemia viral preparando las evacuaciones colectivas terrestre y aérea de pacientes de cuidados intensivos cuando los hospitales se encontrarían saturados. El gobernador de este estado mostró el interés de la población para el trabajo del SAMU poniendo a su disposición el helicóptero de la Gobernación.

### Paraguay
Al SAMU de Paraguay se lo conoce como SEME (Servicio de Emergencias Médicas Extrahospitalarias), depende del Ministerio de Salud Pública y Bienestar Social, y se accede a través del número 141 con alcance nacional.

### Perú
El denominado Sistema de Atención Móvil de Urgencias - SAMU 106, se inició el 26 de noviembre de 2011. De acuerdo al Manual de Operaciones aprobado por Resolución Ministerial 944-2011-SA tiene como objetivo gestionar integralmente la atención de urgencias y emergencias pre-hospitalarias, para su resolución oportuna en zonas urbanas con mayor exposición a eventos de riesgos y en zonas rurales con alta dispersión de oferta de establecimientos de salud, en el marco del Sistema Nacional de Salud. El Programa Nacional SAMU será implementado progresivamente en pilotos de zona rural y urbana, priorizando las zonas de extrema pobreza.
El Programa Nacional denominado “Sistema de Atención Móvil de Urgencias-SAMU”, adscrito al Ministerio de Salud, tiene como funciones:
1. Articular los servicios de atención pre-hospitalaria de emergencias y urgencias en el ámbito nacional.
2. Articular la atención pre-hospitalaria con la atención de los servicios de emergencias de los establecimientos de salud.
3. Implementar y gestionar la Central Nacional de Regulación Médica de “EL SAMU”.
4. Velar por el pago de las prestaciones brindadas en el marco de EL SAMU, a través de las coordinaciones entre las instituciones Administradoras de Fondos de Aseguramiento en Salud (IAFAS), y las instituciones Prestadoras de Servicio de Salud (IPRESS), de conformidad con la Ley N° 29344, Ley Marco de Aseguramiento Universal en Salud y la Ley N° 29761, Ley de Financiamiento Público de los Regímenes Subsidiado y Semi contributivo del Aseguramiento Universal en Salud.
5. Establecer y coordinar la red de información y comunicaciones, a fin de movilizar los recursos de EL SAMU de manera eficiente.
6. Organizar la capacitación de los participantes en las acciones del SAMU.
7. Promover mecanismos de participación de la ciudadanía en el SAMU, y
8. Las demás funciones que le sean asignadas.

Para su funcionamiento ha sido creado el servicio especial gratuito para el usuario, a través del número telefónico 106. El Programa Nacional SAMU del MINSA funciona las 24 horas del día, los siete días de la semana como Sistema de Atención pre-hospitalaria de emergencias y urgencias.

### Cuba
En Cuba SIUM designa al Sistema Integrado de Urgencia Médica. El sistema de urgencias médicas en Cuba está poco desarrollado y carece de recursos. Incluso en las zonas más urbanizadas el transporte de los enfermos graves a los hospitales se hace sin coordinación, por los propios ciudadanos y en vehículos de uso convencional no habilitados.[cita requerida]

### Venezuela
En Venezuela SIAMU designa al Sistema Integrado de Atención Médico de Urgencias. El sistema depende del Ministerio del Poder Popular para la Salud, en la Dirección Regional de Salud del Distrito Capital y sólo cubre el área metropolitana de Caracas, en un principio fue dirigido por Médicos Especialistas en Emergenciología, también cuenta con Paramédicos (Licenciados y/o T.S.U. en Emergencias Prehospitalarias) T.M. en Emergencias Prehospitalarias, Técnicos en Emergencias Médicas, Asistentes de Primeros Auxilios Avanzados, Profesionales de Enfermería (Licenciados y T.S.U.)

## Países lusófonos
- SAMU 192 de Brasil implementó una red federal a todo el país de Samus 192 que es hoy un modelo de SIUM. Ver el portal del ministerio de la Salud federal[37]
- Portugal tiene Samus 112 en Porto Coimbra, Lisboa y Faro llamados Codu dependiendo del INEM. También tiene un Samu del Mar basado en el de Lisboa que presta ayuda médica a los barcos en alta mar.

## Francia y países francófonos

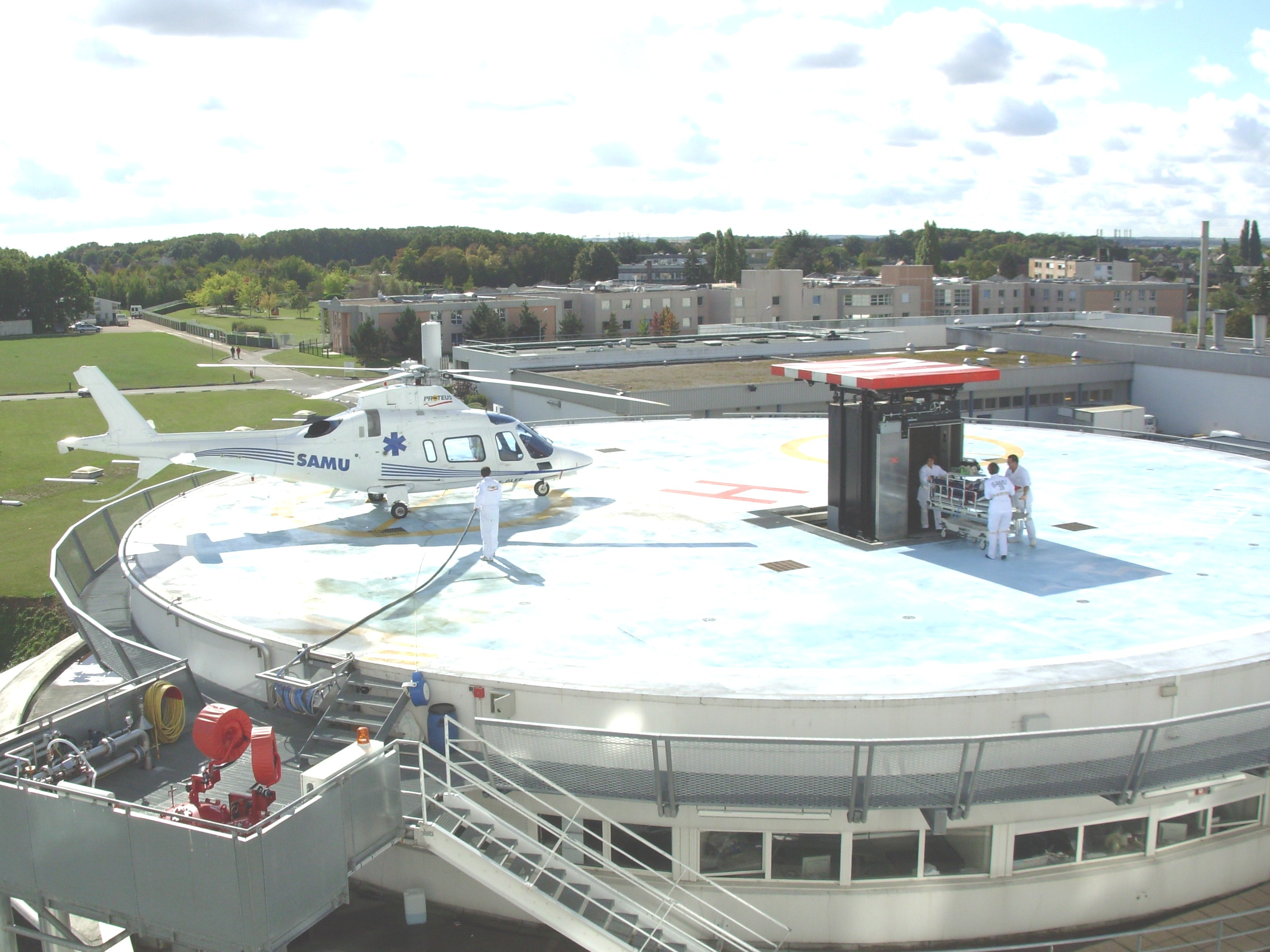
Un típico Samu francés arriba de su Servicio de Urgencias y el SMUR del Hospital donde estacionan sus UTIM terrestres y debajo de su heliestacion y con su UTIM heliportada (Dreux Eure et Loir SAMU 28).

- SAMU 100 de Bélgica el Médico Regulador es el Médico Hospitalario de la UTIM que interviene.
- SAMU 15 de Francia.

Todos los departamentos franceses poseen un SAMU que suele ser llamado por el número del Departamento con su sala de Regulación y su equipo de Personales Asistentes de Regulación, en el hospital de la capital con su propio SMUR central. Los otros Servicios Móviles de Urgencia y Reanimación están situados en los grandes hospitales periféricos con cada uno a lo menos una UTIM. Los departamentos franceses ultramarinos americanos y los de las islas de los océanos Pacífico e Índico tienen cada uno un SAMU. Se pueden consultar por sus portales o por el portal de la Asociación que los reúne SAMU de Francia.

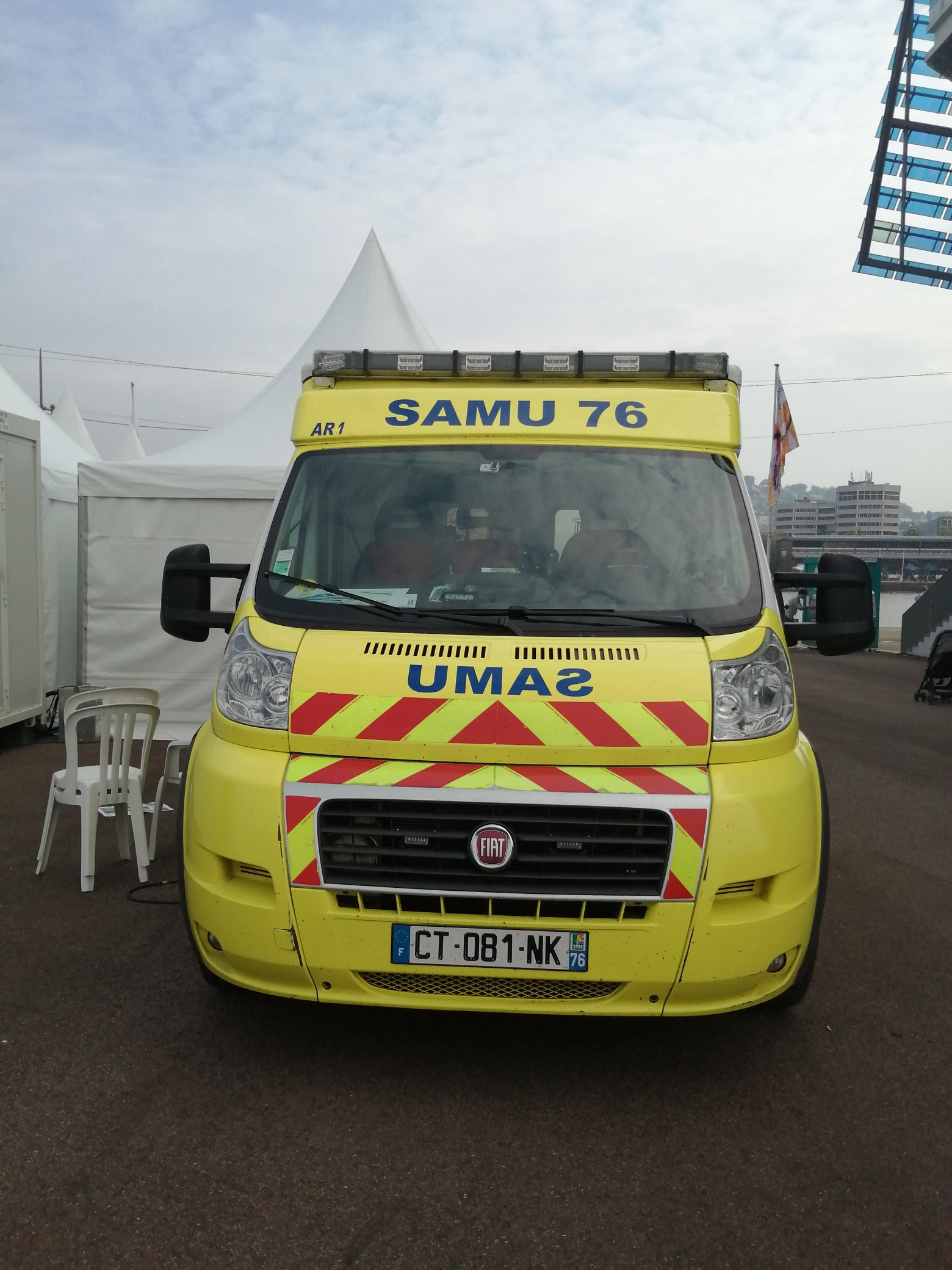
Vehículo Rouen samu, vista frontal.

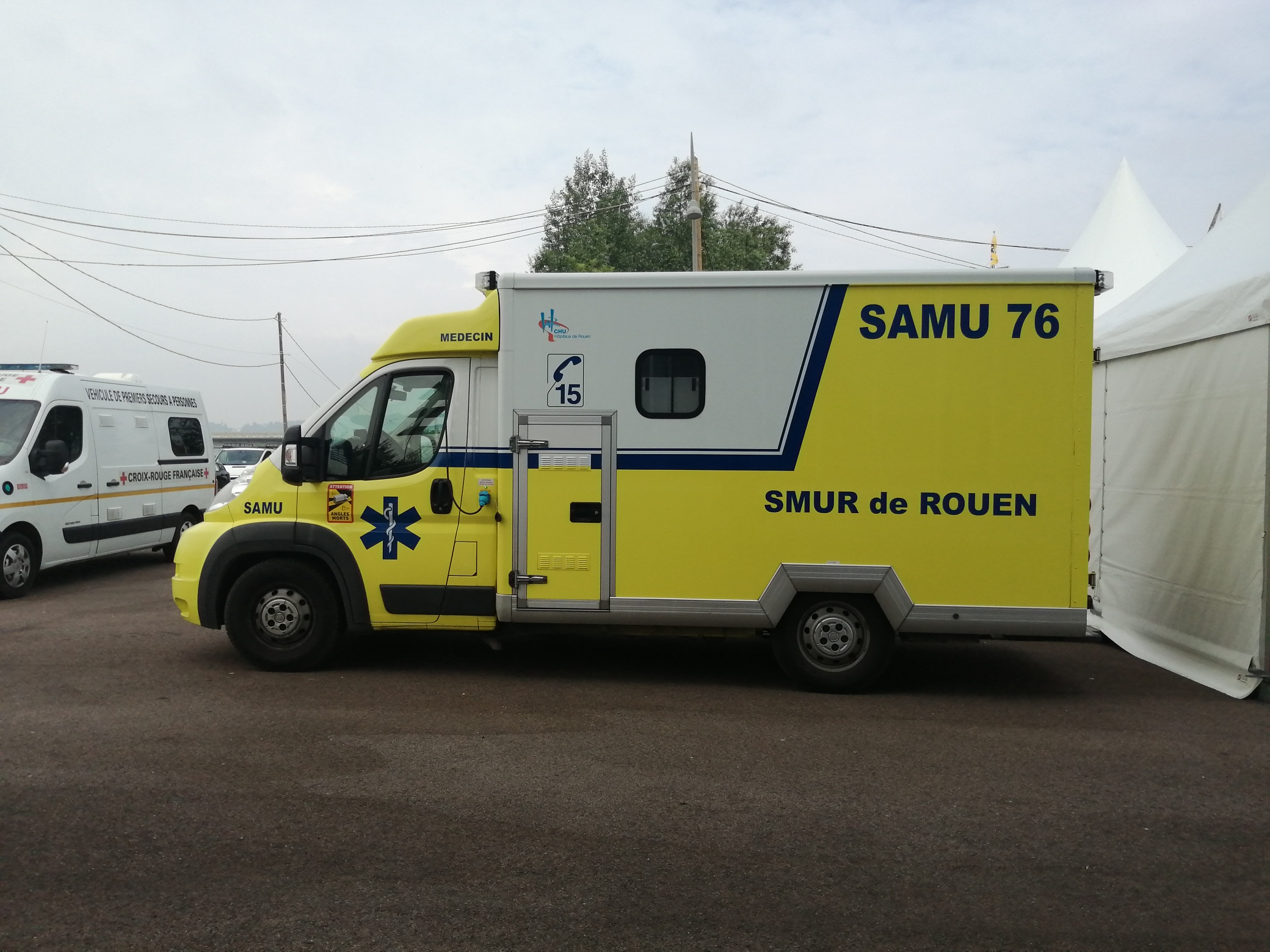
Vehículo Rouen samu, vista lateral.

- Samu 15 de Región Parisina (Ile de France)  Más de 10 millones de habitantes, muchos más residentes y personas en tránsito.

Hay ocho Samu. SAMU de París (75) rodeado por SAMU des Hauts de Seine (92), SAMU de Seine St Denis (93) y SAMU du Val de Marne (94), llamados de la primera corona. Ellos mismos son rodeados por SAMU des Yvelines (78), SAMU de Seine et Marne (77), SAMU de l'Essonne (91) y SAMU du Val d'Oise (95) de la segunda corona. Tienen en común un helicóptero para toda la región que puede ser apoyado por los de Protección Civil, Gendarmería y Defensa. Los SAMU de París de la Primera corona dependen de la administración Hospitalaria de la Asistencia Pública. Cada Samu tiene cuatro a cinco UTIM repartidas en varios SMUR periféricos y tienen el apoyo de los Vehículos de Rescate (y de sus UTIM) que dependen de los Bomberos Militares de París y del Prefecto de Policía de París en la primera corona, los otros de los Bomberos Civiles Departamentales que solo tienen ambulancias de rescate.
- SAMU fronterizos con España y Andorra
- SAMU 15 de la Región Languedoc Roussillon
- SAMU 15 de la Región Midi Pyrennées

La implementación de red de los Samu Franceses a todos los departamentos fue lenta y sigue hoy hacia una verdadera red de Protección Civil Sanitaria con los progresos de los Planes Blancos del Ministerio de la Salud. Dio lugar a conflictos entre Sanidad e Interior, profesionales de la Salud y bomberos muy parecidos a los que hubo o sigue habiendo en otros países de cultura francesa, lusa o japonesa.
- SAMU 112 de Luxemburgo: en el SAMU de Luxemburgo el Médico Regulador es el Médico Hospitalario de la UTIM de Guardia en uno de los tres SMUR (Servicio Móvil de Urgencia y Reanimación) hospitalario del País. El Médico interviene o con un Vehículo Ligero o con una Ambulancia UTIM o con una UTIM Heliportada.
- SAMU de Andorra
- SAMU 15 de Argelia
- SAMU de Marruecos
- SAMU de Mónaco
- SAMU de Tunisia

## Resto de Europa
- Alemania SAMU 112 en Cada Estado
- Austria
- Chequia
- Dinamarca
- Irlanda
- Italia SAMU 112 Cada región sanitaria tiene un SAMU 118. La descentralización Italiana de la Salud hace que se parezca el sistema global al Federal Alemán donde cada estado tiene su sistema o al Autonómico Español.
- Malta
- Noruega SAMU 113 de Noruega[40]
- Polonia
- Reino Unido No hay Samu en Inglaterra. La organización de los Servicios de Urgencias Ambulancieros está basada en el potente gremio de los técnicos de Ambulancias y el Servicio Nacional de Ambulancias del NHS/ Este último esta cierto dependiente de las Autoridades de Salud pero desde años no acepta la medicalizacion. Las UTIM terrestres y aéreas están naciendo. No se puede poner en el mismo conjunto el EMS estadounidense salvo que está también desmedicalizado por el potente lobby de los EMT y Paramedics porque depende de la organización y no de las autoridades sanitarias.
- Suecia
- Suiza SAMU 144 El SAMU 144 está naciendo en Suiza francófona y aunque depende de cada estado es parecido al Español o Francés

## Países anglófonos
No tienen sistema parecido, salvo Malta. El sistema Inglés de ambulancias hoy paramedicalizándose es un SIUM integrado en la Salud pero este Servicio Nacional de Ambulancias siempre se opuso a la medicalización salvo hace muchos años en Belfast y recientemente con las UTIM helicopterizadas de Escocia que aun no están verdaderamente reguladas.